# Pristava pri Polhovem Gradcu
Pristava pri Polhovem Gradcu – wieś w Słowenii, w gminie Dobrova-Polhov Gradec. W 2018 roku liczyła 130 mieszkańców.